# 빛 속의 휴식
"빛 속의 휴식"(Rest In The Light)은 한국에서 제작된 채기 감독의 2002년 드라마 영화이다. 박시영 등이 주연으로 출연하였다.

## 출연

### 주연
- 박시영
- 박결
- 김현정

## 제작진
- 조명: 강성훈
- 조연출: 김양희
- 녹음: 이경준